# GO 2.0 (Burak Yeter-dal)
A Go 2.0 című dal a török származású Burak Yeter és Ryan Riback közös szerzeménye, mely 2017-ben jelent meg a Spinnin’ Records kiadásában. A dal fizikai hanghordozón nem jelent meg, azt csupán letölteni lehetett. A belga dance slágerlistán a 19. helyig jutott, és 23 hétig szerepelt a listán.

## Megjelenések
Digitális letöltés  Hollandia SP 1336AP
1. Go 2.0 (Extended Mix) - 3:51
2. Go - 2.0 - 2:39

## Külső hivatkozások
- A videóklip a YouTube oldalán[4]
- A dal szövege a genius.com oldalon[5]
- A dal az iTunes oldalán[6]